# Robot (danza)

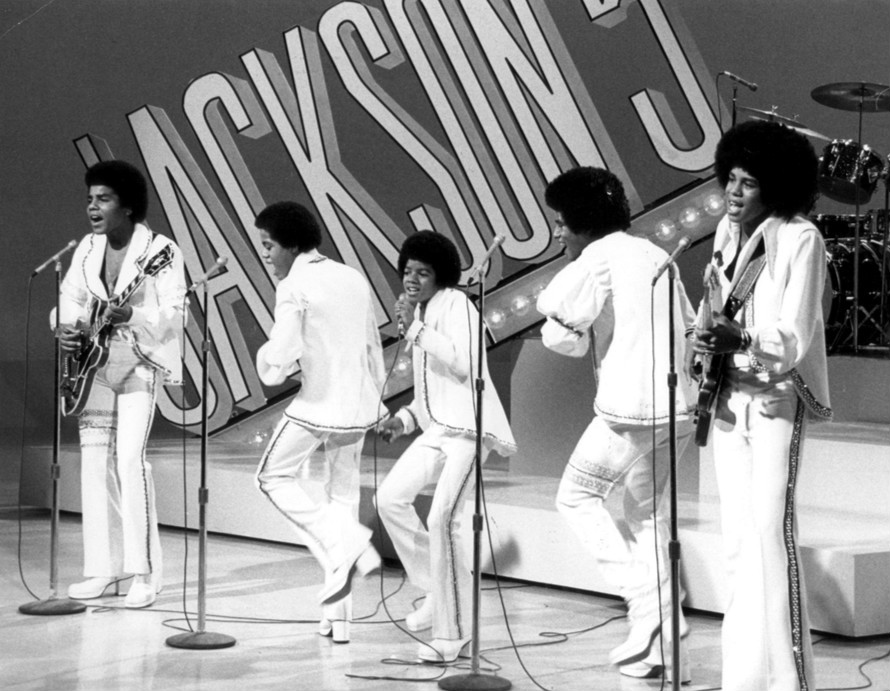
Michael Jackson (il più piccolo al centro) all'età di 14 anni, con i Jackson 5 nel 1972.

La robot (detta anche mannequin, "manichino" e in inglese robot dance) è uno stile di street dance, spesso confusa con il popping, che ha come caratteristica l'illusione e l'imitazione dei movimenti rigidi del robot o del manichino. Secondo diverse testimonianze e ricostruzioni fu Michael Jackson l'inventore della "robot", alla giovane età di 14 anni, nel marzo del 1973, mentre si esibiva sul palco coi fratelli, i Jackson 5, nella loro canzone di successo Dancing Machine durante alcuni concerti e programmi musicali televisivi statunitensi come Soul Train e The Carol Burnett Show, rendendola così famosa in tutto il mondo.

## Storia
Già negli anni '20 del XX secolo, i mimi erano soliti imitare i movimenti di manichini, robot e altre figure nelle loro routine. Includere movimenti dall'aspetto meccanico era una scelta di attualità per la futura era meccanica che stava sempre più prendendo piede. Negli anni '60, un mimo di nome Robert Shields stava facendo decollare la sua carriera a Los Angeles all'Hollywood Wax Museum e ha ispirato un giovane di nome Charles Washington ad adattare quello stile alla musica funk. Charles Washington sarebbe stato presto conosciuto come Charles "Robot" Washington. Un altro uomo di nome Don Campbell è invece ampiamente riconosciuto come l'inventore del popping, lo stile a scatti al centro della robot. Nonostante sia difficile determinare quando termina il popping e inizia la robot, sono in molti a ritenere Michael Jackson il primo ad aver incorporato i due stili in un solo passo di danza. Jackson era infatti un accanito fan del programma musicale Soul Train e fu proprio guardando molti ballerini innovativi in quel programma TV che lo portò ad incorporare i due stili nella sua routine. Jackson ha eseguito la robot per la prima volta durante un concerto con i suoi fratelli nel marzo del 1973, mentre interpretavano insieme la loro ultima hit di allora, intitolata Dancing Machine e, in seguito, ha debuttato il passo sulla TV nazionale statunitense durante uno speciale musicale presentato da Bob Hope. La canzone Dancing Machine fu un grande successo, così i Jackson 5 l'hanno eseguita in innumerevoli altri programmi TV statunitensi, da Soul Train al The Carol Burnett Show, rendendo così la robot dance famosa e celebre in tutto il mondo.

## Descrizione
Tutti i movimenti della robot iniziano e finiscono con un passo di locking, per dare l'impressione di un motore che parte o che si ferma. Il danzatore tiene una postura rigida per tutto l'arco dell'esibizione, fermo restando che i più abili danzatori sono in grado di rilassare la muscolatura pur mantenendo l'illusione del movimento rigido del robot. In conseguenza della stretta relazione tra la robot, il popping, ed il locking, la robot dancing è spesso confusa con il popping e la liquid dancing in generale.

## Musica
Così come il popping in generale, l'impatto visivo della robot può essere rafforzato ballando a ritmo con la musica. L'effetto migliore si ottiene con la musica che ha una cadenza molto regolare come l'electro funk o con il genere più recente della robo trance. Tuttavia, è comune utilizzare musica non particolarmente adatta alla danza, ma che abbia un tema "robot", come ad esempio il brano degli Styx Mr. Roboto.
A differenza della maggior parte delle altre danze, la danza robot può anche essere accompagnata a cappella emettendo rumori e beatbox simili ai movimenti elettromeccanici dei robot.

## Nella cultura di massa
- Dexter de Il Laboratorio di Dexter si esibisce in tale danza in uno degli episodi.
- Nel video Around the World dei Daft Punk del 1997, diretto da Michel Gondry, quattro ballerini vestiti da robot danzano la robot dance.[6]
- Nel film del 2002 Eight Crazy Nights, Whitey si esibisce in tale danza sulle note di Mr Roboto.
- Stewie Griffin de I Griffin si esibisce in una danza robot nell'episodio del 2005 della quarta stagione intitolato Tutto accadde in una scuola.
- Nel film d'animazione Robots, del 2005, alcuni dei protagonisti ballano la robot dance sulle note di Get Up Offa That Thing di James Brown nella scena finale.[7]
- Nel girone di qualificazione della Coppa del Mondo 2006, l'inglese Peter Crouch, dopo una rete decisiva, improvvisò una danza robot destando l'interesse dei media.
- Il chitarrista statunitense Buckethead è solito esibirsi nei suoi concerti in una danza robot.
- Nel film Step Up 3D del 2010, dei ballerini danzano la robot dance durante una coreografia.[8]
- Nel film Real Steel del 2011, Max, il bambino protagonista, ed il robot Atom ballano la robot dance in alcune scene del film.[9]